# Elezioni presidenziali in Madagascar del 1989
Le elezioni presidenziali in Madagascar del 1989 si tennero il 12 marzo.

## Risultati
| Didier Ratsiraka             | Associazione per la Rinascita del Madagascar | 2 891 333 | 62,71 |  |  |  |  |  |
| Manandafy Rakotonirina       | Movimento per il Progresso del Madagascar    | 891 161   | 19,33 |  |  |  |  |  |
| Jérôme Marojama Razanabahiny | Vonjy Iray Tsy Mivaky                        | 688 345   | 14,93 |  |  |  |  |  |
| Monja Jaona                  | Madagasikara otronin'ny Malagasy             | 139 735   | 3,03  |  |  |  |  |  |
| Totale                       | Totale                                       | 4 610 574 | 100   |  |  |  |  |  |
|                              |                                              |           |       |  |  |  |  |  |
| Voti non validi              | Voti non validi                              | 108 994   | 2,31  |  |  |  |  |  |
| Votanti                      | Votanti                                      | 4 719 568 |       |  |  |  |  |  |